# Лангендорф (Вайсенфельс)
Лангендорф (нем. Langendorf) — деревня в Германии, в земле Саксония-Анхальт.
Входит в состав города Вайсенфельс района Бургенланд. Население составляет 2475 человек (на 31 декабря 2006 года).
Впервые упоминается в 1153 году.
Ранее Лангендорф имел статус общины (коммуны), подразделявшейся на 5 сельских округов. 1 января 2010 года вошла в состав города Вайсенфельс, став городским районом.